# Frederik Christian Schack
Frederik Christian greve Schack (født 27. juli 1736 på Schackenborg, død 3. juni 1790 på Giesegård) var en dansk godsejer, far til Knud Bille Schack.
Han var søn af gehejmeråd Otto Didrik lensgreve Schack (1710-1741) til Grevskabet Schackenborg og Anna Ernestine Frederikke født Gabel. Han gik 1748-51 på det ridderlige akademi i Sorø. 18. oktober 1749 fik han patent som greve, blev 1751 udnævnt til kammerjunker og 1767 til kammerherre; efter sin farmoders, Anna Sophie grevinde Schack født Rantzaus, testamentariske disposition arvede han godserne Giesegård, Ottestrup, Spanager og Juellund samt Gram og Nybøl i Slesvig, der 1776 blev oprettede til stamhus. Schack, der 1778 havde fået Det hvide Bånd, døde på Giesegård 3. juni 1790.
Han ægtede 1. gang 16. marts 1764 i Christiansborg Slotskirke hofdame hos dronning Juliane Marie, Birgitte Maria von Krogh (1740-1765), datter af general Georg Frederik von Krogh; 2. gang 10. april 1767 Ida Skeel Bille (15. september 1741 - 21. november 1804), datter af etatsråd Knud Bille til Stenalt, hvilken gård Schack arvede 1787, men samme år overdrog til sin søn.